# ALMIGHTY ALFEE
『ALMIGHTY』（オールマイティー）は、1981年10月21日に発売されたAlfee4枚目のアルバム。

## 概要
Alfee名義3枚目のスタジオアルバム。
シングル2曲を含む全11曲収録。
アルフィー名義（ALFIE、Alfee）で初めてオリコンチャートにランクインした作品。別名義を含めばBEAT BOYSシングル「スターズ☆オン 23」（後の「ショック!!TAKURO23」）に次いで2作目。
全曲高見沢の作詞作曲は本作が初。
A面をSPADE SIDE、B面をHEART SIDEと呼称しており、HEART SIDEは、客を入れて行なわれたスタジオライヴ音源をMCを含み収録。
シングル「通り雨」と同時発売であるが収録は見送られている。再デビュー後2枚目のシングル「踊り子のように」が発売から2年半を経て漸くスタジオアルバムに収録。1年以上前に発売の「美しいシーズン」カップリング曲を収録。本作発売から1年後にHEART SIDE#6の「挽歌」が「別れの律動」へ再録カップリングとしてリカット。「挽歌」はライヴハウス時代から演奏されていた楽曲。
SPADE SIDE#5の「Saved By The Love Song」はライヴハウス時代から演奏されていたフォーク組曲であり、当時のタイトルは「大地」。漫画「ドリームジェネレーション」によると、歌詞にあるギターとは、高見沢所有のミニスター製のフル・アコースティックギターのこと。
後にライヴではプログレッシブ・ロック調のアレンジが施され演奏されるが、1995年発売のライヴアルバム『LIVE IN PROGRESS』、2013年発売のシングル『GLORIOUS』で聴く事が出来る。
『TIME AND TIDE』収録の「メモアール」の演奏時間を超え当時最長記録を更新した。

## 収録曲
| 全作詞・作曲: 高見沢俊彦。 |                                  |            |            |                        |      |
| #                          | タイトル                         | 作詞       | 作曲・編曲 | 編曲                   | 時間 |
| 1.                         | 「Meet The Alfee」               | 高見沢俊彦 | 高見沢俊彦 | アルフィー with 井上鑑 | 2:27 |
| 2.                         | 「ロンリー・ガールを抱きしめて」 | 高見沢俊彦 | 高見沢俊彦 | アルフィー with 井上鑑 | 2:27 |
| 3.                         | 「気分はロックン・ロール」       | 高見沢俊彦 | 高見沢俊彦 | アルフィー with 井上鑑 | 3:48 |
| 4.                         | 「回想」                         | 高見沢俊彦 | 高見沢俊彦 | アルフィー with 井上鑑 | 3:45 |
| 5.                         | 「Saved By The Love Song」       | 高見沢俊彦 | 高見沢俊彦 | アルフィー with 井上鑑 | 6:08 |

| #         | タイトル            | 作詞      | 作曲・編曲 | 編曲       | 時間 |
| --------- | ------------------- | --------- | ---------- | ---------- | ---- |
| 1.        | 「Catch The Wind」  |           |            | アルフィー | 3:16 |
| 2.        | 「Feeling Love」    |           |            | アルフィー | 3:27 |
| 3.        | 「さすらい酒」      |           |            | アルフィー | 4:16 |
| 4.        | 「水曜の朝午前3時」 |           |            | アルフィー | 4:44 |
| 5.        | 「踊り子のように」  |           |            | アルフィー | 3:18 |
| 6.        | 「挽歌」            |           |            | アルフィー | 3:38 |
| 7.        | 「Midnight Boxer」  |           |            | アルフィー | 1:17 |
| 合計時間: | 合計時間:           | 合計時間: | 42:27      |            |      |

## 品番
- LP：C28A-0180
- CT：28P-6107
- CD：D32A-0067
- 純金蒸着CD：D35A-0431
- CD：PCCA-00157
- CD：PCCA-50084